# Araujuzon
Araujuzon település Franciaországban, Pyrénées-Atlantiques megyében. Lakosainak száma 185 fő (2022. január 1.). Araujuzon Audaux, Araux, Charre, Montfort, Narp, Ossenx és Rivehaute községekkel határos.

## Népesség
A település népességének változása:
| Lakosok száma | 196  | 211  | 211  | 210  | 194  | 189  | 183  | 178  | 182  | 185  |
|               | 2010 | 2013 | 2015 | 2016 | 2017 | 2018 | 2019 | 2020 | 2021 | 2022 |